# Tech noir

Cyberpunkowy film Łowca androidów (1982) jest jednym z najwcześniejszych przykładów tech noir.

Tech noir (znane również jako cyber noir, future noir oraz science fiction noir) – hybrydowy gatunek fikcji, w szczególności filmowej, łączący elementy filmu noir i science fiction. Charakterystycznymi przykładami tego gatunku są filmy Łowca androidów (1982) w reżyserii Ridleya Scotta oraz Terminator (1984) w reżyserii Jamesa Camerona. Tech noir ukazuje technologię jako destrukcyjną i dystopijną siłę, która zagraża wszystkim aspektom rzeczywistości.

## Nazwa
Termin tech noir został wprowadzony przez Jamesa Camerona w filmie Terminator, gdzie posłużył jako nazwa nocnego klubu. Jednocześnie nawiązywał do estetyki gatunku film noir oraz futurystycznej stylistyki science fiction.

## Charakterystyka i przykłady
Klasyczne filmy noir, z ich charakterystyczną stylistyką i cyniczną wymową, miały istotny wpływ na kształtowanie się gatunku cyberpunk w literaturze i filmie, który wyłonił się na początku lat 80. XX wieku. Filmem, który najbardziej oddziaływał na cyberpunk, był Łowca androidów (1982) w reżyserii Ridleya Scotta. Produkcja ta nawiązuje wyraźnie do estetyki klasycznego noir, co widoczne jest w całej narracji i stylu wizualnym. Warto zaznaczyć, że Scott później zrealizował także neo-noirowy melodramat kryminalny Osaczona (1987).
Badacz Jamaluddin Bin Aziz zauważył, że „cień Philipa Marlowe’a” widoczny jest w innych filmach reprezentujących nurt „future noir”, takich jak 12 małp (1995), Mroczne miasto (1998) oraz Raport mniejszości (2002). Motywy noir są również obecne w filmie Gattaca – szok przyszłości (1997), gdzie historia bohatera poddanego śledztwu nawiązuje do dystopijnych wizji rodem z Nowego wspaniałego świata.
Silne elementy tech noir można dostrzec również w dystopijnej satyrze Terry'ego Gilliama Brazil (1985) oraz w filmie Miasto zaginionych dzieci (1995) i Delicatessen (1991) w reżyserii Jeana-Pierre’a Jeuneta i Marca Caro. Obie produkcje wykazują wpływy twórczości Gilliama, a w szczególności Brazil.
Film Trzynaste piętro (1999) stanowi hołd dla klasycznego noir, łącząc ten styl z refleksjami na temat wirtualnej rzeczywistości. Z kolei japońskie filmy anime, takie jak Ghost in the Shell (1995) i jego kontynuacja Ghost in the Shell 2: Niewinność (2004) w reżyserii Mamoru Oshii, łączą science fiction, noir i animację. Podobną syntezę można dostrzec we francuskim filmie Renaissance (2006).